# Margrete Auken
Margrete Helle Auken (Århus, 6 gennaio 1945) è una politica danese, membro del Parlamento europeo dal 2004 per il  Partito Europeo dei Verdi. In precedenza è stato membro del Folketing per il Socialistisk Folkeparti. È anche sognepræst (parroco) presso la chiesa di Frederiksberg nella Chiesa di Danimarca.

## Biografia
Margrete Auken è nata ad Århus nel 1945, figlia di Gunnar Auken e  Kirsten Auken. È la sorella minore dell'ex politico parlamentare socialdemocratico Svend Auken. Ha frequentato la Zahles Seminarieskole (1951-60) ed è diventata una studentessa di lingue classiche presso l'Østersøgades Gymnasium nel 1963. Auken ha poi conseguito un Master in Teologia all'Università di Copenaghen nel 1971 e, dopo la sua formazione, è dal 1972 parroco della chiesa di Frederiksberg.

## Carriera politica
Auken è stata membro del parlamento danese dall'ottobre 1979 al dicembre 1990 e dal settembre 1994 al giugno 2004. Quando è stata eletta come unica candidata di SF per il Parlamento europeo nel 2004, Auken ha scatenato un putiferio all'interno di SF scegliendo di aderire al Partito dei Verdi europei senza l'approvazione di SF.
In parlamento, Auken ha fatto parte della commissione per l'ambiente, la sanità pubblica e la sicurezza alimentare dal 2014. In precedenza era stata membro della commissione per i trasporti e il turismo (2004-2007), della commissione per lo sviluppo (2005-2009). Nel 2007 è entrata anche a far parte della commissione per le petizioni.
Oltre ai suoi incarichi in commissione, Auken è membro della delegazione per le relazioni con la Palestina, e componente dell'Intergruppo del Parlamento europeo sul benessere e la conservazione degli animali  e dell'Intergruppo del Parlamento europeo su mari, fiumi, isole e zone costiere.
Auken è stata rieletta nel 2019.

## Vita privata
Ha tre figli, Kirsten Auken, Sune Auken, Ida Auken. Anche Ida Auken è un prete (responsabile del programma presso Danmission) e un politico (era ministro dell'Ambiente nel gabinetto di Helle Thorning-Schmidt I), sebbene dal 2014 sia membro del Partito Social Liberale Danese, a differenza di sua madre.